# 时伟
时伟（1970年12月—），男，汉族，安徽阜阳人，中华人民共和国高校校长，中国共产党党员。

## 生平
1994年7月毕业于安徽师范大学教育系获教育学学士学位，1999年7月于北京师范大学教育系获教育学硕士学位，2003年7月于华东师范大学高教所获教育学博士学位。1994年7月大学毕业后进入阜阳师范学院工作，2003年9月任阜阳师范学院教务处副处长，2005年6月兼任高等教育研究所所长，同年9月晋升教授。2009年6月任阜阳师范学院科研处处长，2013年9月任阜阳师范学院教务处处长。2017年12月，调任亳州学院党委委员、副院长。
2021年6月，任亳州学院党委委员、副书记、院长。2023年5月，调任安徽科技学院党委书记。

## 贡献
主要从事高等教育管理、教师教育等研究工作，主持国家社科基金1项、省部级课题5项，出版学术著作5部。所主持成果《地方高师院校“六位一体”实践育人体系的理论创新与实践探索》获2014年国家级教学成果二等奖。是安徽省教学名师和安徽省学术与技术带头人，享受安徽省政府特殊津贴。